# 柔软马尾杉
柔软马尾杉（学名：Phlegmariurus salvinioides）为石杉科马尾杉属下的一个种。

## 扩展阅读
- 維基物種上的相關：柔软马尾杉